# 대한민국 육군본부
육군본부(陸軍本部, Republic of Korea Army Headquarters, 약칭: 육본)는 대한민국 육군을 총괄하는 대한민국 국방부 산하의 기관이다. 1948년 9월 5일 발족하였으며, 충청남도 계룡시에 위치하고 있다. 기관장은 대장급 육군 군인으로 보한다.

## 설치 근거 및 소관 업무

### 설치 근거
- 국군조직법 제14조제1항
- 육군본부 직제 제2조

### 소관 업무
- 육군의 정책, 군사력 건설의 소요(所要) 능력 요청, 육군의 편성, 교육·훈련, 인사, 군수, 동원, 예비군, 작전지원 및 그 밖에 육군의 운영에 관한 사항

## 연혁
- 1945년 11월 13일: 국방사령부 창설.
- 1946년 1월 15일: 남조선국방경비대 창설.
- 1948년 9월 5일: 육군 발족.
- 1953년 12월 15일: 제1군사령부 창설.
- 1954년 10월 31일: 제2군사령부 창설.
- 1973년 7월 1일: 제3군사령부 창설.
- 1978년 11월 7일: 한미연합군사령부 창설.

## 조직
- 총장 소속기관은 특별참모부로, 차장 소속기관은 일반참모부로 구별한다.

### 총장
비서실
공보정훈실
감찰실
법무실
군사경찰실
시설실
의무실
군종실
육군개혁실

### 차장
기획관리참모부
인사참모부
정보작전지원참모부
군수참모부
정보화기획실
동원참모부

### 직할 부대
- 육군인사사령부
- 육군군수사령부
- 육군교육사령부
- 육군미사일전략사령부
- 수도방위사령부
- 육군특수전사령부
- 육군항공사령부[4]
- 육군동원전력사령부
- 육군사관학교
- 육군3사관학교
- 육군학생군사학교
- 제2경비단
- 육군정보체계관리단
- 육군전투준비안전단
- 지상군페스티벌지원단

## 같이 보기
- 육군참모총장
- 육군참모차장